# 캡틴 EO

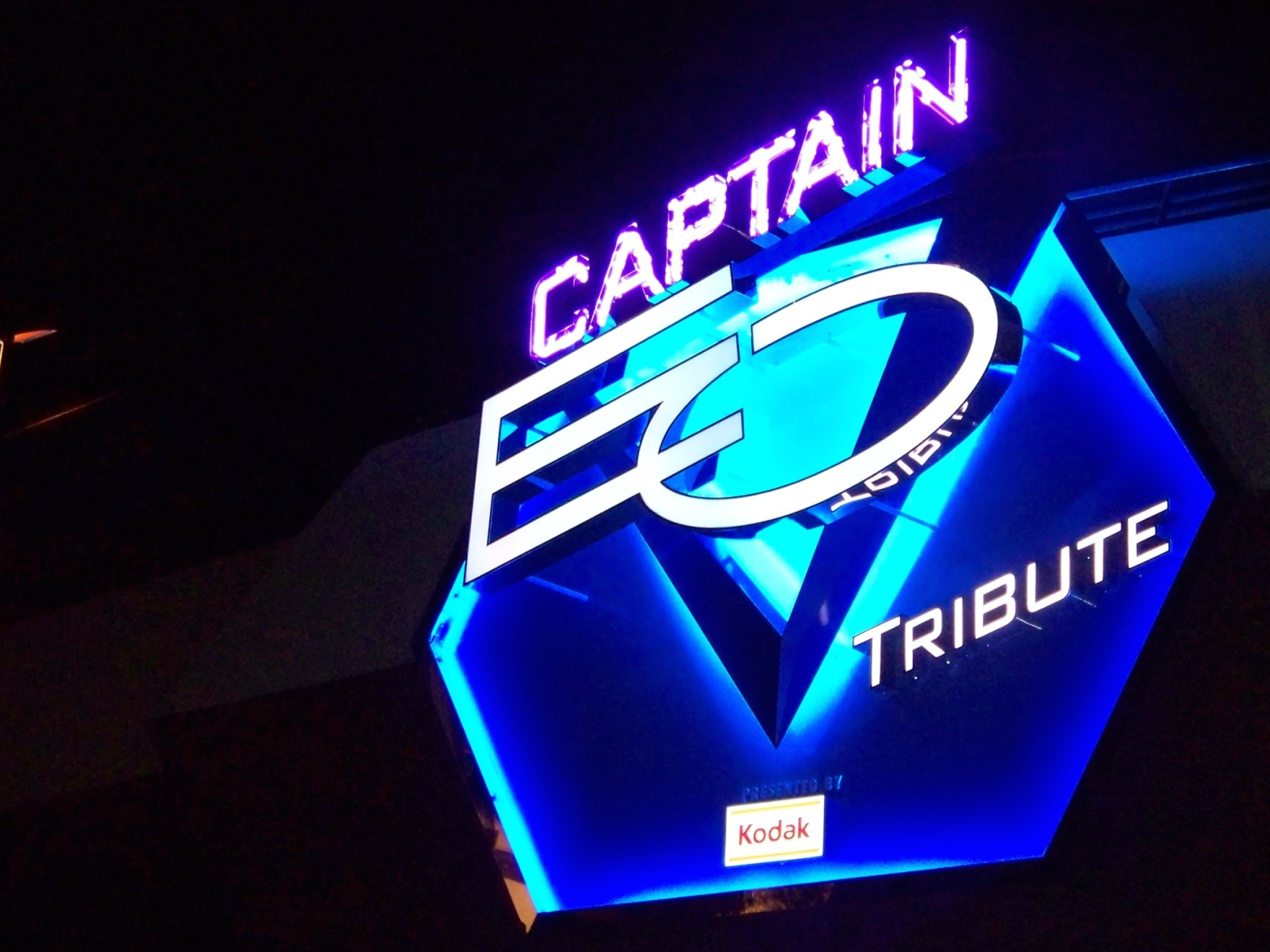
2010년 디즈니랜드에 설치된 《캡틴 EO》의 재개장 전광판

《캡틴 EO》(Captain EO)는 마이클 잭슨 주연 및 프랜시스 포드 코폴라 연출의 1986년 미국 3D 사이언스 픽션 영화다. 1986년부터 시작해 1996년까지 디즈니 테마 파크에서 상영되었다. 이 어트랙션은 추후 디즈니 파크에서 잭슨의 죽음을 기리는 뜻으로 재개장했다. 영화는 2015년 12월 5일 에프콧에서 마지막으로 상영됐다.
총괄 제작자는 조지 루카스이며, 안무는 제프리 호나데이와 마이클 잭슨이, 촬영은 피터 앤더슨이 맡았고, 프로듀서는 러스티 레모란데, 각본은 레모란데와 루카스, 코폴라가 맡았다. 월트 디즈니 이매지니어링의 예술가가 이야기의 아이디어를 구상했고, 레모난데는 초기 두 종의 생명체의 창조 및 영화의 편집을 맡았다. 노래는 제임스 호너가 썼으며 마이클 잭슨이 쓰고 부른 〈We Are Here to Change the World〉, 〈Another Part of Me〉를 사용했다. 슈프림 리더는 안젤리나 휴스턴이 분했다. 영화 촬영 기사 비토리오 스토라로는 조명 감독으로서 주촬영에 크게 기여했다. 《캡틴 EO》는 최초의 4차원 영화 중 하나로 간주되고 있다.

## 출연

### 주연
- 마이클 잭슨
- 안젤리카 휴스턴

### 조연
- 딕 숀
- 토니 콕스
- 데비 리 캐링톤
- 신디 소렌슨
- 게리 드퓨
- 캐머런 잉글리쉬
- 브루노 팔콘
- 벤 로케이
- 메리 앤 허만슨
- 데릭 브라이스
- 알렉스 콜
- 토니 필즈
- 스미스 워디스
- 티모시 스콧
- 바비 워커
- 더그 벤슨
- 가브리엘 보로그나
- 퍼시 로드리게스

## 기타
- 미술: 제프리 커크랜드
- 세트: 체리얼 커니

## 제작
마이클 잭슨이 《Bad》 앨범 작업을 할 무렵, 디즈니 사는 디즈니 랜드를 위한 새로운 어트랙션을 만들려고 한다. CEO 마이클 아이스너는 혁신적인 기술을 도입한 짧은 3D 입체영화를 원했고, 그래서 디즈니의 가치를 살려줄 아티스트를 물색했다. 마이클의 이름이 금세 거론되며, 마이클 아이스너는 마이클과 계약을 맺는다. 디즈니 랜드의 유별난 팬이었던 마이클은 서둘러 제안을 받아들이지만 한 가기 조건을 내걸었는데, 감독을 조지 루카스가 맡아야 하는 사항이었다. 루카스는 《스타워즈》로 특수 효과를 다루는 데 있어서 각별한 주목을 받고 있었다. 그 계획을 듣고 의욕에 불탄 루카스는 어트랙션에 쓸 시나리오를 일찌감치 준비해 놓을 정도로 열의를 보였다.
〈Thriller〉 뮤직 비디오에서 작업했던 릭 베이커가 분장과 특수 효과를 맡았다. 2004년에 상업화되는 미발표곡 〈We Are Here to Change the World〉가 대중에게 공개된다. 짧은 러닝 타임 덕분에 마이클은 영화가 끝나고 〈Another Part of Me〉를 소개해 자신의 앨범 《Bad》 홍보에도 성공한다. 그 어트랙션은 1986년에 플로리다의 디즈니 월드와 이어서 캘리포니아 디즈니 랜드에서 공개된다. 다른 공원들은 도쿄에서는 1987년에, 파리에서는 1992년에 필름을 공개한다. 이후 빠르게 특수 효과가 발전하는 탓에 관객들의 눈에는 구닥다리가 되어버려 몇 년 동안만 공원 프로그램에 포함되었다. 물론 더 세련되게 다듬을 수도 있었겠지만, 디즈니 그룹은 당시 마이클의 여러 건의 스캔들과 챈들러 사건으로 그의 신용도가 심각하게 흔들렸기 때문에 회사와 그의 이미지와 연결하길 원하지 않았다.

## 같이 보기
- 높은 제작비로 제작된 영화 목록